# San Pedro Tlaquepaque (kommun i Mexiko)
San Pedro Tlaquepaque är en kommun i Mexiko.   Den ligger i delstaten Jalisco, i den centrala delen av landet, 500 km väster om huvudstaden Mexico City.
Följande samhällen finns i San Pedro Tlaquepaque:
- Tlaquepaque
- Santa Anita
- Paseo del Prado
- El Mirador
- Santa Rosa
- Los Magueyes
- Pomas
- Las Trojas
- Quinta Nova Residencial Fraccionamiento
- Verde Valle
- Colonia Niños Héroes
- La Mial
- El Pino
- El Bajío Lomas del Club
- San Juan